# Hawkesbury
Pour les articles homonymes, voir Hawkesbury (homonymie).
Hawkesbury est une ville canadienne de l'Ontario.  Elle est située dans les comtés unis de Prescott et Russell, dans l'Est ontarien. Sa population est majoritairement francophone. L'agglomération de recensement de Hawkesbury comprend la ville de Hawkesbury et le village québécois de Grenville, sur la rive opposée de la rivière des Outaouais. 

## Géographie
Hawkesbury se situe sur la rive droite de la rivière des Outaouais, laquelle constitue la frontière naturelle entre l'Ontario et le Québec, en amont du lac Dollard-des-Ormeaux. Elle est située à égale distance d'Ottawa à l'ouest et de Montréal à l'est. Elle est entourée à l'ouest, au sud et à l'est par le canton de Champlain. Le canton de Hawkesbury Est se trouve à quelques kilomètres plus à l'est que le canton de Champlain Au nord de la rivière des Outaouais, se trouvent les municipalités québécoises du village de Grenville et de Grenville-sur-la-Rouge, dans la municipalité régionale de comté (MRC) d'Argenteuil dans la région des Laurentides. À quinze kilomètres à l'est de Hawkesbury se trouve la ville de Rigaud dans la MRC de Vaudreuil-Soulanges immédiatement après la frontière terrestre entre l'Ontario et le Québec. La superficie terrestre est de 9,46 km2. L'île du Chenail et l'île Hamilton se situent sur l'Outaouais en face du confluent du ruisseau Hawkesbury.

## Urbanisme

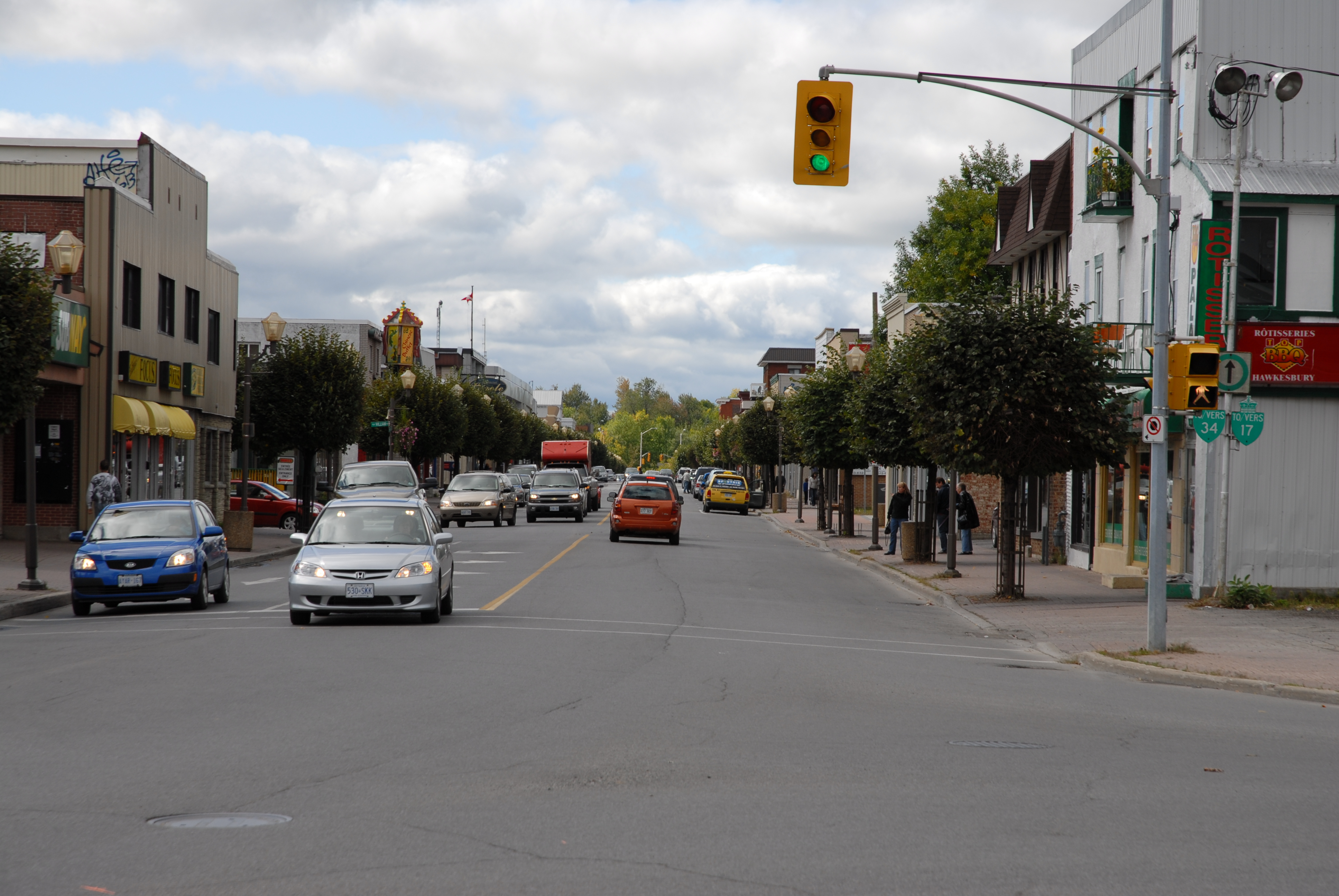
Rue Principale, vue vers l'ouest.

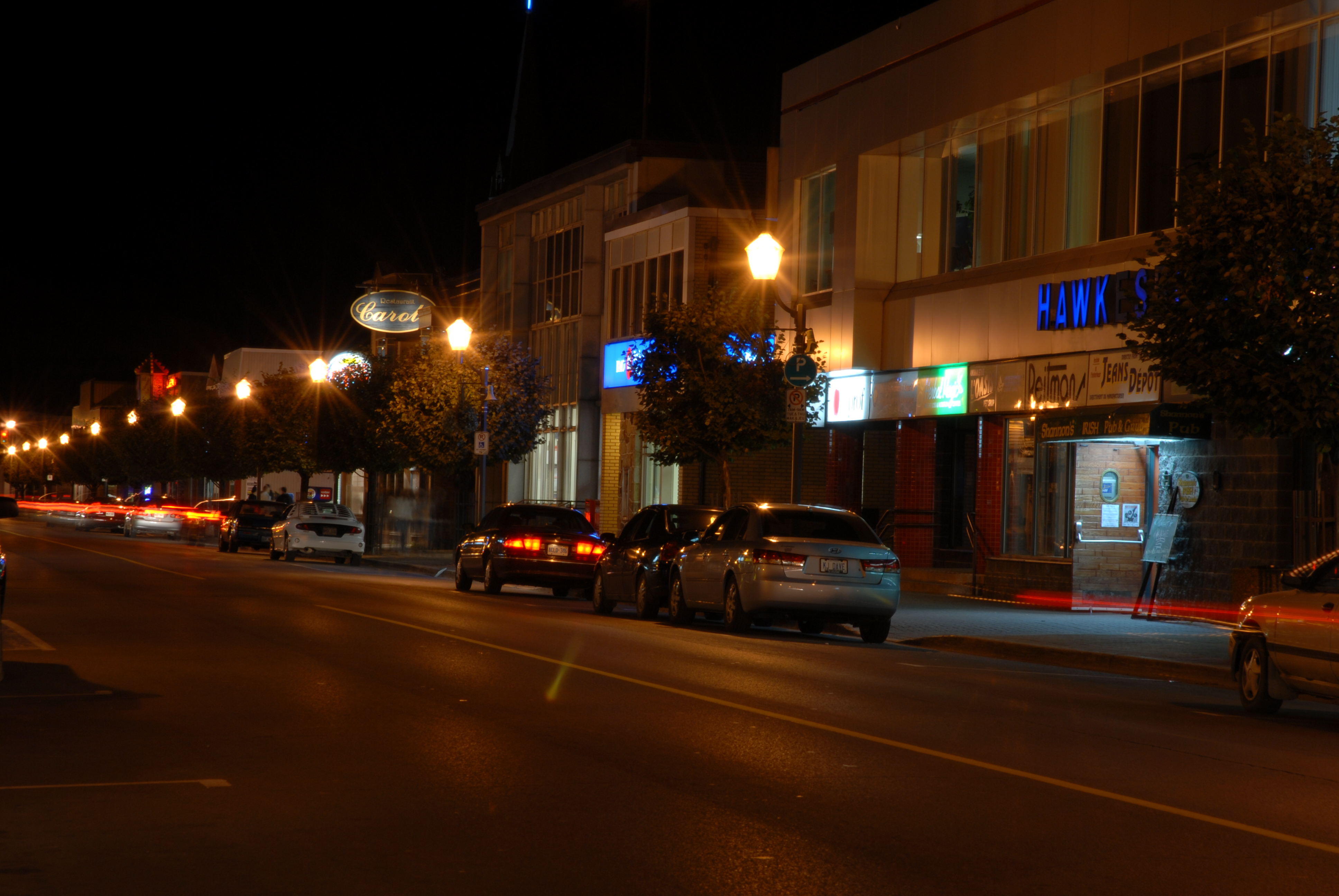
Rue Principale en fin de soirée.

Le centre-ville de Hawkesbury, à vocation commerciale et résidentielle, se trouve au centre-nord du territoire, à l'est du confluent du ruisseau Hawkesbury et en face de Grenville. La fonction industrielle se concentre dans la partie sud-est. Dans le secteur Spence au centre-sud se trouve un pôle de service avec l'hôpital général de Hawkesbury et le Hawkesbury Mall. Du commerce de grande surface longe la route de comté. L'école secondaire régionale de Hawkesbury et un établissement de la Cité collégiale se trouvent dans l'ouest du territoire. Au sud-ouest, le terrain de golf La Cité occupe le terrain de part et d'autre du ruisseau Hawkesbury. Une zone de 60 acres est libérée à des fins de redéveloppement mixte après la démolition de l'ancienne usine Duplate.
Hawkesbury est desservie par la route 34 sur 17 kilomètres qui la relie à l'autoroute 417. Cette autoroute relie Hawkesbury à Ottawa en une heure. La route 34 continue au sud de l'échangeur avec l'autoroute 417, vers South Lancaster et à Cornwall. Hawkesbury est relié à Grenville par le pont du Long-Sault, qui donne accès aux routes 344 vers Oka, 148 vers Fassett et Brownsburg-Chatham, de même qu'à l'autoroute 50 en direction de Gatineau à l'ouest et Mirabel et Saint-Jérôme à l'est. La route de comté 17 (ancienne route 17 provinciale) permet les déplacements interurbains est-ouest. Elle rejoint l'autoroute 417 vers l'est et relie Hawkesbury au centre-ville de Montréal en une heure. À l'intérieur de la zone urbaine, la rue Principale, qui est l'artère de la ville, suit la rive de l'Outaouais. Les principaux axes routiers nord-sud sont le boulevard Cartier, la rue Cameron et la rue Tupper. La circulation de camionnage est limitée à la rue Principale Ouest, à la rue McGill (route 34), à la rue Spence et aux rues du parc industriel. Une antenne ferroviaire du Canadien National dessert le centre-ville et une autre relie le parc industriel. Trois aérodromes desservent la ville : l'aérodrome de Hawkesbury, l'aérodrome de Hawkesbury Est et l'aérodrome de Hawkesbury (Windover Field). La marina Golden Anchor, agrandie en 2011, compte 99 quais.
La Ville de Hawkesbury apporte des améliorations à son système de traitement des eaux usées à la suite d'une action du ministère de l’Environnement de l’Ontario. Elle inaugure en 2014 une usine d'épuration des eaux au coût de 36 M$.

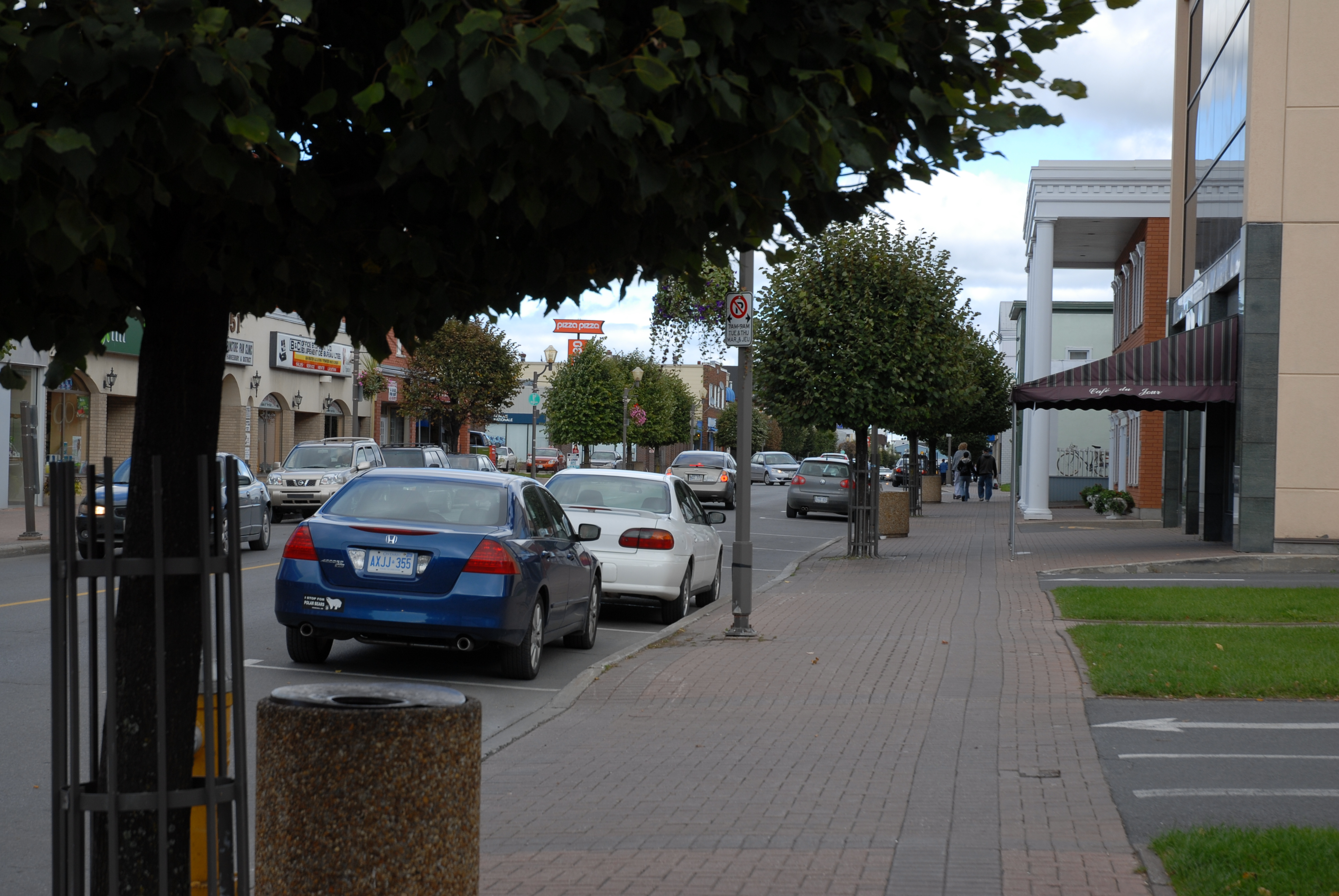
Rue Principale (Direction est)

## Histoire

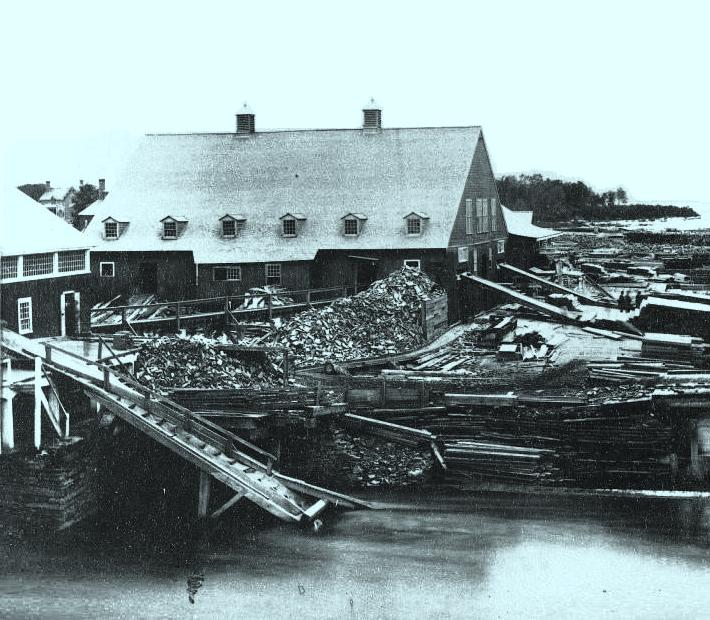
Scieries de Hamilton, vers 1859.

Hawkesbury est fondée en 1854. Elle est nommée en l'honneur de Charles Jenkinson, 1er comte de Liverpool, connu sous le nom de Lord Hawkesbury entre 1786 et 1796. L'utilisation de la force hydraulique entraîne l'expansion industrielle et démographique de la ville à la fin du XIXe siècle. La famille Hamilton implante sur l'île du Chenail une scierie qui emploie alors 1 000 travailleurs.

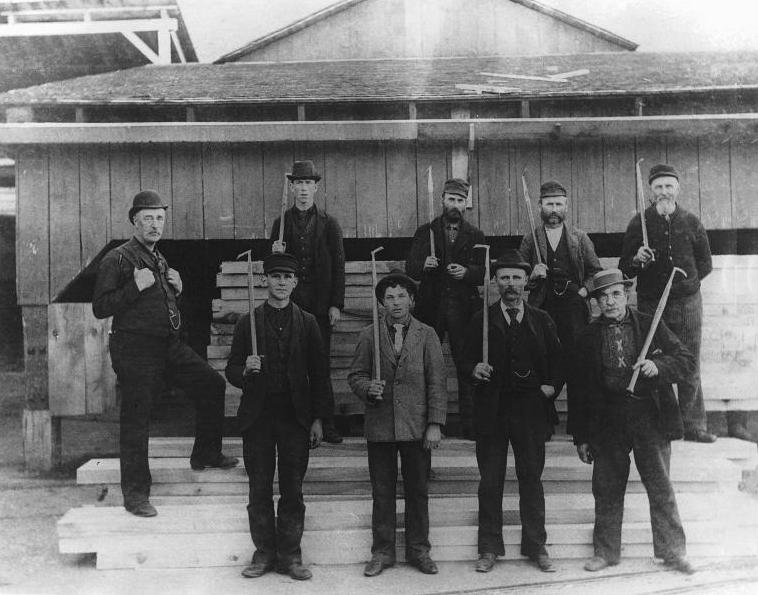
Ouvriers tenant des bâtons à mesurer, scierie de Hawksbury Mills, vers 1895.

## Politique et administration

### Héraldique
| L'écu de Hawkesbury se blasonne ainsi : De sinople à la fasce ondée d'argent chargé d'une croix pattée de gueules, le tout accompagné au chef d'une roue dentée d'argent accostée de deux gerbes de blé d'or et en pointe d'un faucon essorant d'or. |

Les armoiries de la ville sont adoptées en 1959. Le Collège canadien des armoiries les conçoit en reprenant les éléments de l'ancien sceau de la ville tout en respectant les règles de l'héraldique, ajoutant d'autres symboles de l'histoire locale. Les éléments du sceau comprennent la roue, représentant l'industrie et le travail; La gerbe de blé, rappelant l'agriculture; La couleur verte prédominante symbolise la forêt. La fasce est chargée d'une croix pattée, rappelle les armoiries de la famille Jenkinson. La croix rappelle également la mémoire de David Pattee, l'un des hommes qui a donné essor à Hawkesbury. Le faucon, qui se dit « hawk » en anglais, rappelle le nom de la ville. La devise « Vaillant et Veillant » rappelle le travail qui a permis le développement de Hawkesbury s'est développée et est aussi une allusion au faucon, dont la vigilance n'a d'égal que sa vaillance. Les célébrations du 150e anniversaire de la ville de Hawkesbury étaient l'occasion idéale pour moderniser son image corporative. Le logotype adopté en 2004 comporte deux couleurs, le bleu et le vert, qui symbolisent l'eau et la terre respectivement. La lettre ‹ H ›, par sa composition, dénote plusieurs idées : la croissance et l'avenir ; une route vers la ville ; les provinces de l'Ontario et du Québec liées par le pont du Long-Sault ; une ville entourée d'un milieu rural ; le soutien aux citoyens. Le reflet du nom de la ville représente l'eau de la rivière des Outaouais ainsi que le rayonnement de la ville.

### Administration locale
Le conseil municipal se compose du maire et de six conseillers. La mairesse est Jeanne Charlebois, qui a succédé à René Berthiaume aux élections de 2014.
|             | 2006                                                                                           | 2010                                                                                                 | 2014                                                                                              |
| Maire       | Jeanne Charlebois                                                                              | René Berthiaume                                                                                      | Jeanne Charlebois                                                                                 |
| Conseillers | Michel A. Beaulne André Chamaillard Gilbert Cyr Sylvain Dubé Gilles Roch Greffe Gilles Tessier | Michel A. Beaulne André Chamaillard Alain Fraser Johanne Portelance Michel Thibodeau Marc Tourangeau | André Chamaillard Daniel Lalonde Pierre Ouellet Yves Paquette Johanne Portelance Michel Thibodeau |

La Ville de Hawkesbury est membre de l'Association française des municipalités de l'Ontario. L’Association canadienne-française de l’Ontario de Prescott et Russell veut que les municipalités de Hawkesbury, Alfred-Plantagenet, Hawkesbury-Est et Champlain mettent en vigueur des règlements exigeant l’utilisation des deux langues officielles du Canada dans toutes les enseignes commerciales extérieures, afin que l’affichage reflète davantage la démographie linguistique de la région. Le canton de Russell et les municipalités de La Nation, Clarence-Rockland et Casselman ont déjà adopté de telles dispositions réglementaires. Le maire de Hawkesbury reconnaît que de nouveaux commerces à Hawkesbury omettent d’afficher en français, notamment lorsque leur siège social est à l’extérieur et que les entreprises méconnaissent la réalité sociolinguistique régionale. Il indique qu’il est important que la majorité francophone de la municipalité exige d’être servie en français. L’Association déplore également que les documents des municipalités ne soient pas tous disponibles en français et que les citoyens francophones soient obligés de demander qu’un document soit traduit dans leur langue. Le conseil municipal de Hawkesbury adopte une résolution pour autoriser le mode de scrutin par téléphone et par internet et pour permettre l’utilisation du français en plus de l’anglais dans le processus électoral et tous les formulaires et avis nécessaires pour les élections municipales et scolaires de 2014.

### Administration provinciale et fédérale
Le territoire de Hawkesbury Est est situé dans la circonscription électorale fédérale de Glengarry-Prescott-Russell et dans la circonscription électorale provinciale du même nom. Francis Drouin, le député fédéral actuel, habite Hawkesbury.
Les coûts de service de police de Hawkesbury, desservie par la Police provinciale de l'Ontario, d'un total de 4,2 M$ en 2014, sont parmi les plus élevés en Ontario, soit 804 $ par ménage à Hawkesbury contre 334 $ par ménage en moyenne en Ontario en 2011.

## Démographie
Selon le recensement du Canada de 2011, Hawkesbury compte une population totale de 10 551 habitants. La population a connu une baisse de 318 habitants (2,9 %) entre 2006 et 2011. La densité brute de la population est de 1 115,6 habitants/km2 pour l'ensemble de la municipalité. Le parc résidentiel s'élève à 5 256 logements privés, dont 4 948 sont occupés par des résidents habituels. Le nombre de ménages privés a très légèrement diminué (29) entre 2006 et 2011,.
Évolution de la population totale, 1841-2011
Les Franco-Ontariens forment 80,7 % de la population résidante, selon le critère de minorité de langue officielle de Statistique Canada en 2011. Les deux tiers (67,3 %) de la population sont bilingues. Le taux de bilinguisme est nettement plus élevé chez les francophones d'origine (70 %) que chez les personnes de langue maternelle anglaise, dont seulement la moitié savent parler français. Selon le recensement de 2006, le français est la langue maternelle de 76,1 % de la population, l'anglais pour 19,2 %. Pour 1,9 % de la population, les deux langues sont citées comme étant langues maternelles.
| Langue maternelle   | Population | Pourcentage |
| ------------------- | ---------- | ----------- |
| Français            | 8 000      | 76,1 %      |
| Anglais             | 2 015      | 19,2 %      |
| Français et anglais | 195        | 1,9 %       |

## Économie
Les principaux établissements manufacturiers, paraindustriels et d'entreposage à Hawkesbury sont Tulmar Safety Systems Inc., Montebello Packaging, IKO Industries Ltd., les Biscuits Leclerc, les Cruchons J.U.G.S. Inc., le Groupe Jean Coutu, Bentley Leather, le Centre de rénovation RMS, Fib Pak, Norcast, Dalco Concept, Voith Fabrics, St. Lawrence Texile, Ontario Hydro, Hydro Hawkesbury, Colorama, Tricots Hawkesbury, Cogeco, Texturon, Dart Aerospace, Zenith Plastics, Ridge Doors, Master Flo Technology, Cambria Transport, Robert Transport, Prémoulé, PPG Canada, OpTest, Main Industrial, Forney Welding et Oviteau,. L'usine de pare-brises Duplate, implantée en 1969 et employant alors 600 personnes, est plus tard acquise par Pittsburgh Glass Works et ferme ses portes en 2009, mettant au chômage 190 travailleurs,.
L'activité commerciale se concentre dans deux pôles géographiques, soit le centre-ville et le long de la route 17. Hydro Hawkesbury est un détaillant local d'électricité. L'absence de services municipaux dans les aires de développement de la municipalité, notamment à l'ouest du territoire, les contraintes à l'expansion des parcs industriels et la coordination déficiente avec le canton voisin de Champlain freinent le développement économique local, comme la perte de la venue de la compagnie Target dans la région, qui a plutôt implanté son centre de distribution à Cornwall. La Chambre de commerce de Hawkesbury (CDCH) est l'association locale des gens d'affaires. La Ville de Hawkesbury se dote d’un plan de développement socioéconomique en 2013.
Le conseiller Michel Beaulne promeut un projet de casino sur l’île Hamilton à Hawkesbury mais la population semble divisée face à cette idée. L'entreprise Green Beaver fabrique des produits biologiques pour l’hygiène personnelle.
Dans le but de promouvoir le tourisme et les circuits locaux, la ville fait partie du Réseau des villes francophones et francophiles d'Amérique, qui compte en 2019 plus de 150 villes membres à travers le Canada, les États-Unis, la France et Haïti.

## Culture
Le Monument de la Francophonie de Hawkesbury, également appelé Monument des bâtisseurs, sera installé sur l’île du Chenail suivant la décision du conseil municipal. Le monument veut rappeler que Hawkesbury a été bâtie et habitée surtout par des francophones. Son emplacement se trouve à l'entrée de la ville, laquelle est la porte d'entrée en Ontario en venant du Québec. Certains anglophones s'opposent à l'emplacement du monument « avec un gigantesque drapeau » [franco-ontarien] car ils estiment que ce sont les anglophones qui ont principalement développé la ville et parce que les anglophones doivent venir à la rescousse des activités et équipements culturels francophones. Ceux-ci considèrent que les coûts d'immobilisation et d'entretien du monument devraient être financés exclusivement par les francophones. La Maison de l'île est le seul vestige de la scierie Hamilton, du début du développement industriel de la ville.
La collection de la bibliothèque municipale de Hawkesbury compte 70 000 titres pour quelque 6 700 abonnés. En 1938, la bibliothèque municipale quitte le sous-sol de l’église Saint-Alphonse-de-Liguori pour s’établir dans l’ancien bureau de poste. Elle occupe les locaux du 550, rue Higginson depuis 1972. Le Salon du livre franco de l'Est, qui se tient en novembre, a accueilli 1 700 visiteurs à la 3e édition à Hawkesbury en 2012.
Les deux hebdomadaires Le Carillon, et le Tribune Express sont édités à Hawkesbury. Ils sont tirés à 19 500 exemplaires, à 38 500 exemplaires respectivement. Hawkesbury et ses alentours reçoivent les émissions de Montréal ainsi que d'Ottawa. La ville est aussi dotée de quatre stations de radio locale, FM 88.9 - CIMF-1, FM 92.1 Est ontarien - CHOD, FM 102.1 - CHPR, FM 107.7 - CKHK. Les principales chaînes de télévision captées sont CHLF-TV-2 (TFO), CICO-TV-96 (TVOntario) et Cogeco (TVCogeco), chaîne communautaire bilingue.
Les principaux équipements culturels incluent le Centre culturel le Chenail et la Maison de l’Île. La communauté artistique de Hawkesbury compte entre autres Rosario Morais, verrier, et Moneek Miller, artiste multidisciplinaire œuvrant en peinture, gravure, métal, bijou et verre.
Jean Marc Dalpé et Brigitte Haentjens créent la pièce de théâtre Hawkesbury Blues en 1982. Jean Leloup a immortalisé Hawkesbury dans sa chanson « I Lost My Baby » sur l'album Le Dôme.

## Société

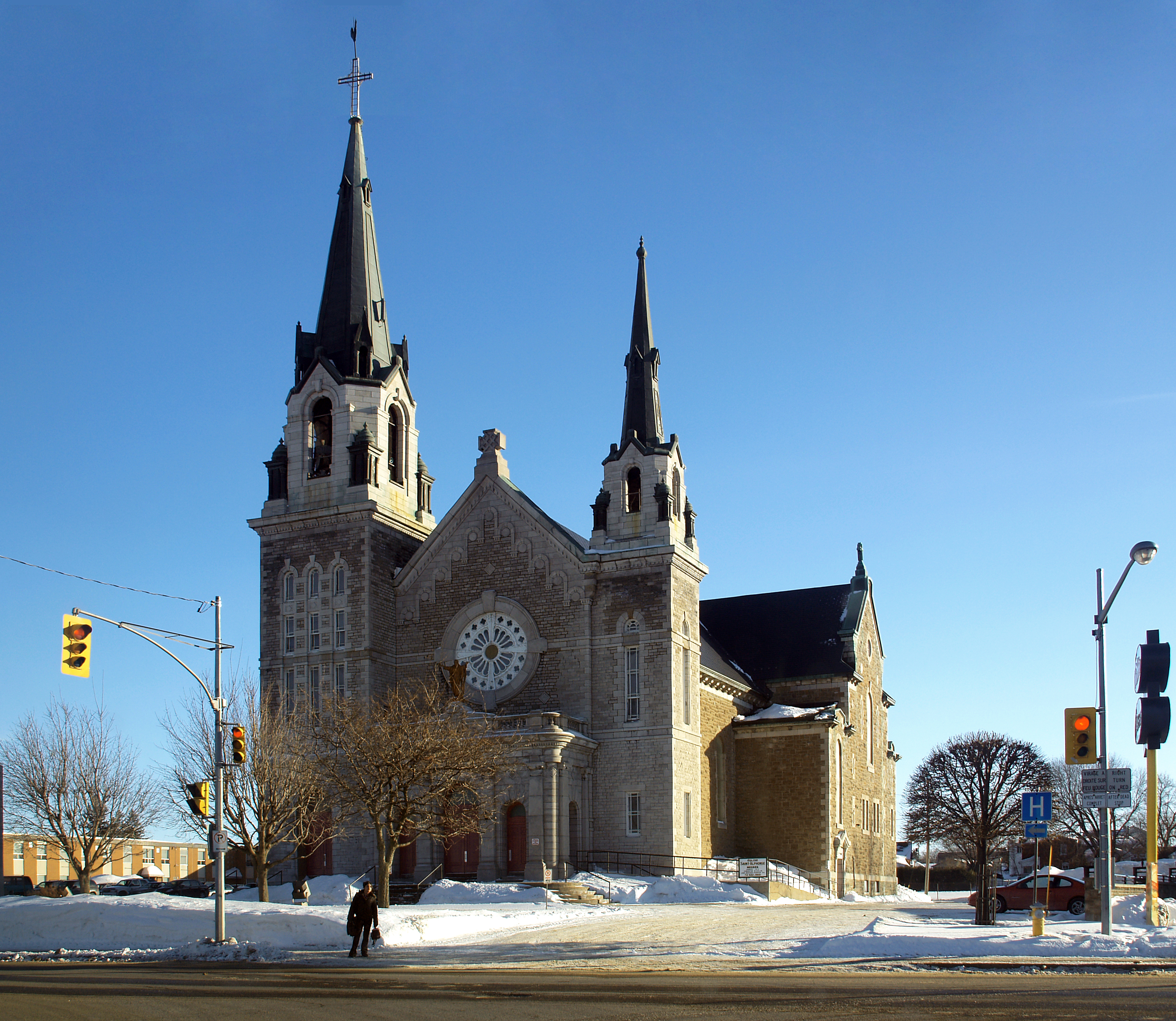
Église Saint-Alphonse-de-Liguori.

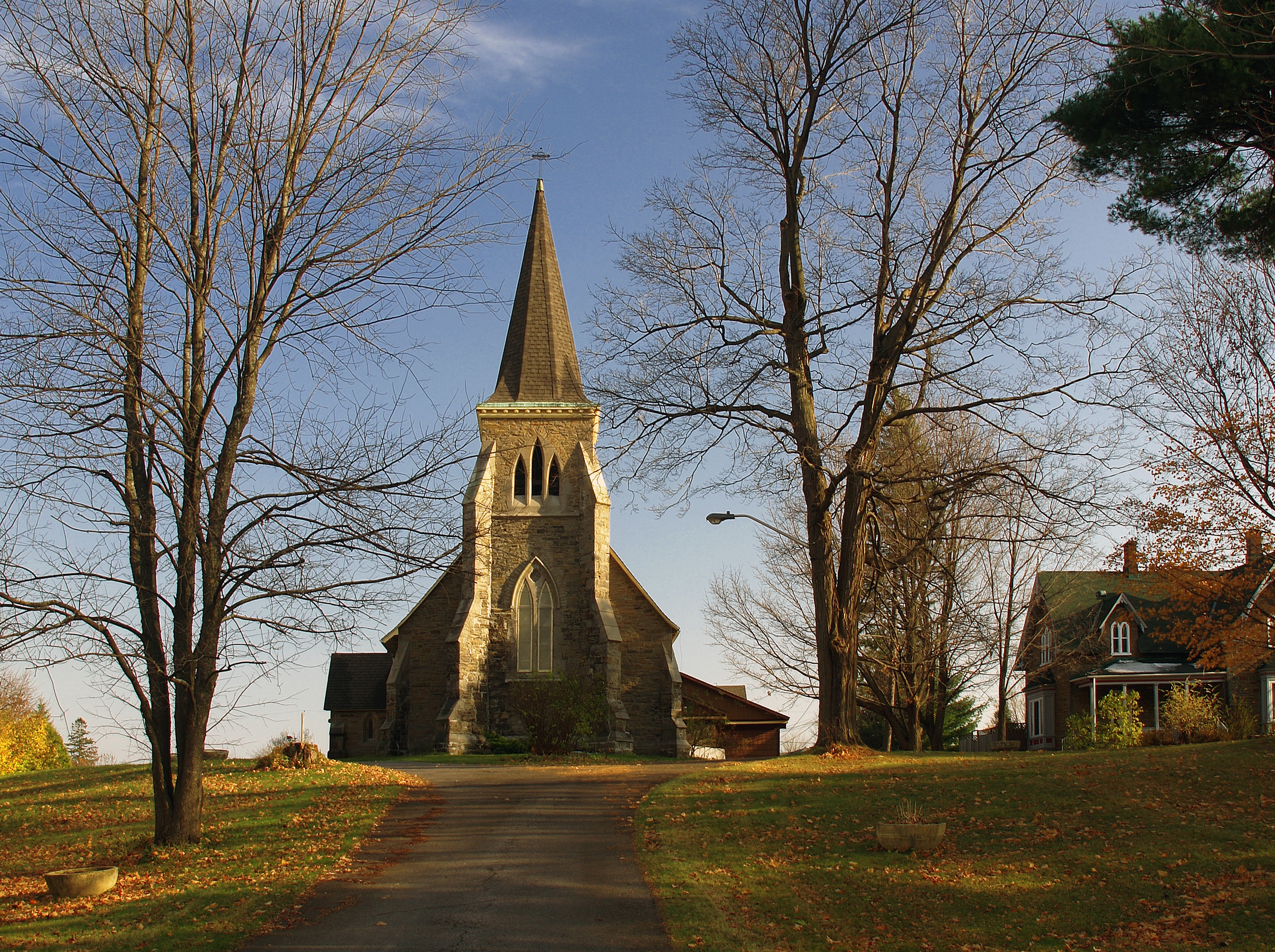
Holy Trinity Anglican Church.

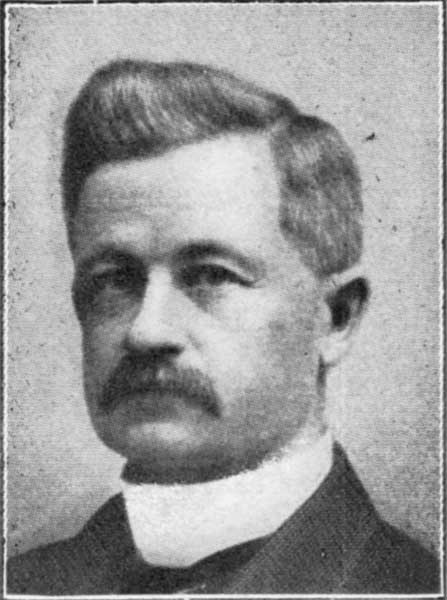
Douglas Collin Cameron.

Les établissements scolaires de Hawkesbury comprennent l'école élémentaire catholique Paul VI et l'école primaire publique Nouvel Horizon. Hawkesbury compte deux écoles secondaires, soit l'école secondaire catholique régionale de Hawkesbury et l'école secondaire publique Le Sommet. Le Conseil scolaire de district catholique de l’Est ontarien administre les écoles catholiques francophones. Le campus pour adultes d'Hawkesbury assure la formation aux adultes. L'école primaire Jean-Bosco et l'école Marguerite-Bourgeois, toutes deux catholiques francophones, ferment leurs portes en 2009 et 2013 respectivement. L’école secondaire publique Le Sommet (Conseil des écoles publiques de l’Est de l’Ontario) offre des majeures de haute spécialisation en arts et culture, santé et bien-être, ainsi qu’en affaires et commerce.
La Cité collégiale dispense de la formation collégiale à son campus de Hawkesbury. Elle y dispense entre autres différents programmes de certificat dans les domaines des soins infirmiers, de la stérilisation d'instruments médicaux, en services de soutien personnels, en perfectionnement en langue française, en webmestre, en médias sociaux, d'adjoint administratif, de commis de bureau, en gestion de projets, en gestion des ressources humaines et en supervision. La Cité Collégiale et l'Hôpital général de Hawkesbury ont conclu une entente de partenariat en 2012 pour que les étudiants du campus de la Cité collégiale à Hawkesbury fassent un stage à l'hôpital. Le Centre d'éducation et de formation fr l'Est ontarien (CÉFEO) offre des programmes de diplomation et de certification en français et en anglais à Hawkesbury.
L'hôpital général de Hawkesbury qui offre les services de santé pour la population de la région est l'hôpital communautaire le plus recommandé en Ontario selon le sondage NRC Picker.
Le festival de la famille de Hawkesbury a lieu chaque année en février. Les événements ayant lieu à Hawkesbury comprennent le Poker Run, le Mois des personnes âgées en juin, le Festival de la rue en juillet.
Le complexe sportif Robert Hartley, du nom de l'entraîneur en chef de la Ligue nationale de hockey originaire de Hawkesbury, est un équipement sportif exploité par la Ville de Hawkesbury. Les organismes sportifs de Hawkesbury comprennent le Club de hockey junior A Les Hawks de Hawkesbury et le Club de patinage artistique de Hawkesbury. Le Festival de la rivière a lieu dans les cinq municipalités riveraines de Prescott et Russell, au début juillet. La ville de Hawkesbury projette d'aménager un quai au Parc de la Confédération pour l'événement. L'Auto expo, organisé par le Club d'autos, présente au début de septembre chaque année depuis 1998 des autos de collection que viennent admirer environ 6 000 spectateurs.
Les organismes communautaires de Hawkesbury comprennent entre autres la Banque alimentaire centrale de Hawkesbury.
Un incendie à la Place Mont-Roc fait deux morts en 2012.

### Personnalités
- John Jeremiah Bigsby (1792-1881), médecin
- Douglas Colin  Cameron (1854-1921), lieutenant-gouverneur
- Gerry Joly (1934-2008), guitariste chanteur et compositeur
- Eric Roach Denis, documentariste
- André Prévost (1934-2001), compositeur
- Andrée Lacelle (1947-), écrivaine
- Judith Guichon (1947-), lieutenant-gouverneur
- Huguette Burroughs (1950-), journaliste
- Brian Greenway (en) (1951-), musicien
- Dominique Demers (1956-), écrivaine
- Richard Nadeau (1959-), homme politique
- Denis Sauvé, écrivain
- Robert Charbonneau, producteur
- Yvan Joly (en) (1960-), joueur de hockey
- Bob Hartley (1960-), entraîneur de hockey. L'aréna municipal porte son nom.
- Daniel Danis (1962-), écrivain
- Patrick Lagacé (1972-), journaliste
- Mylaine Demers (1972-), écrivaine
- Julien Tremblay (1975-), humoriste
- Éric Charlebois (1976-), écrivain
- Émilie Mondor (1981-2006), athlète
- Francis Drouin (1983-), député
- André Paquette[45]
- Marc-Antoine et Simon Joly, membres du groupe musical AkoufèN